# Cina ai Giochi della XV Olimpiade
La Cina ha partecipato ai Giochi della XV Olimpiade, svoltisi ad Helsinki, dal 19 luglio al 3 agosto 1952,  
con una delegazione di 1 atleta Wu Chuanyu impegnato nel nuoto,
senza aggiudicarsi medaglie.

## Risultati
| Pos. | Atleta     | Nazione | Tempo  | Posizione |
| ---- | ---------- | ------- | ------ | --------- |
| 5    | Wu Chuanyu | Cina    | 1'12"3 | 28        |